# Unvergessen – Lieder, die bleiben
Unvergessen – Lieder, die bleiben war eine Radiosendereihe des ERF Plus, die aufgrund ihres Erfolges sowohl in Form einer Tonträgerserie als auch einer Konzertreihe expandierte. Die Sendereihe wurde ca. im Januar 2017 eingestellt.

## Rundfunksendung
Moderiert von Stephan Steinseifer, begann ERF Radio 2005 die Hörfunkreihe Unvergessen – Lieder, die bleiben mit Originalaufnahmen von Evangeliumsliedern der 1950er und 1960er Jahre, allesamt aus dem Archiv des christlichen Schallplattenlabels Frohe Botschaft im Lied (heute Gerth Medien). Die Sendung wurde am dritten Samstag im Monat ab 21:00 Uhr ausgestrahlt und am darauf folgenden Samstag um 23:00 Uhr wiederholt.

## Tonträgerreihe
Die erste Folge der gleichnamigen Tonträgerreihe erschien 2005. 2010 gab das Label Gerth Medien erstmals eine Verkaufszahl von 40.000 Exemplaren bekannt, die sich bis 2013 auf 80.000 verdoppelte. Insgesamt erschienen 14 Folgen in dieser Serie, davon drei Speziale, die sich konzeptionell dem Liederdichter Paul Gerhardt (Folge 4), Advent und Weihnachten (Folge 5) sowie Elsa und Ernst August Eicker und ihrer Chorarbeit Wir singen für Jesus (Folge 8) widmen. Im Januar 2017 erschien mit der 14. Folge die letzte CD der Serie.
Im Sommer 2015 erschien die erste Folge der Parallelreihe Unvergessen – Janz-Team-Klassiker mit Archivmaterial aus den ehemaligen Musiklabels der heutigen Janz Team Music wie Lieder des Lebens. Als Interpreten treten neben Hildor Janz, das Janz-Quartett und diverse Janz-Team-Feldzugschöre unterschiedlicher Jahrgänge auf. Dabei fokussiert sich die Titelauswahl bei dieser Reihe stärker als bei der Mutterserie auf die 1970er Jahre, die Blütezeit des damaligen Missionswerks Janz Team, heute umbenannt zu TeachBeyond. Eine zweite Folge erschien im Juni 2016. Auch von der Reihe Unvergessen – Janz-Team-Klassiker sind keine weiteren Folgen vorgesehen.

Zur Diskografie sämtlicher Veröffentlichungen der Serie, siehe: 

## Konzertreihe
Am 15. Mai 2011 veranstalteten Gerth Medien und ERF Medien in der Stadthalle Wetzlar das erste Nostalgiekonzert unter dem Titel und Motto Unvergessen mit zum größten Teil seit Jahrzehnten inaktiven Originalinterpreten des Evangeliumsliedgutes der 50er bis 70er Jahre, moderiert von Ulrike Schild und Stephan Steinseifer. Neben dem 100 Stimmen starken Unvergessen-Chor unter der Leitung von Hans-Werner Scharnowski, zusammengestellt aus Sängerinnen und Sängern teils seit Jahren aufgelöster Formationen wie dem Wetzlarer Jugendchor, dem Wetzlarer Evangeliumschor, dem Jubilate-Chor, dem Singkreis Frohe Botschaft und dem Wir singen für Jesus Chor, gehörten Solisten wie Martin Gerhard, Doris Loh, Henner Gladen, Christel Menzel-Schrebkowski und der ehemalige Kinderstar Christiane sowie Formationen wie Hannelore und Elisabeth Jakobi, Gretel und Herbert Masuch und Elsa & Ernst August Eicker mit ihren Töchtern Cornelia Eicker und Ruthild Eicker im Familienquartett Die Eickers zu den Gästen. Krankheitsbedingt verhindert waren Margret Birkenfeld, die sich über Videobotschaft an die Konzertbesucher wandte, und Jochen Rieger, der ursprünglich als Chorleiter geplant war. Nachdem der anfangs als Pianist vorgesehene Hans-Werner Scharnowski die Leitung des Chores übernommen hatte, rückte am Flügel Michael Schlierf nach.
Das Konzertformat erwies sich als so erfolgreich, dass am 30. Oktober desselben Jahres im Forum Schönblick in Schwäbisch Gmünd eine Nachfolgeveranstaltung stattfand. Am 9. September 2012 fand ein „Unvergessen-Konzert“ im Geistlichen Rüstzentrum Krelingen in Walsrode mit weiteren Interpreten wie Kurt Volz statt, am 16. Juni 2013 gastierte die Veranstaltung zum letzten Mal in Ostdeutschland, und zwar in Crimmitschau.